# کاظم اولیایی
سیّد محمدکاظم اولیایی (زاده ۱ تیر ۱۳۳۰، همدان) یکی از مدیران فوتبالی در فوتبال ایران است. وی مدیر اسبق تیم‌های باشگاه فوتبال استقلال تهران، باشگاه فوتبال پاس همدان و باشگاه فوتبال برق تهران است. او یکی از مدیران فوتبال در سالهای گذشته‌است که توانسته برای دومین بار در تاریخ فوتبال تیم تاج و استقلال، این تیم را به مقام قهرمانی و نایب قهرمانی باشگاه‌های آسیا برساند.
کاظم اولیایی عضو هیئت مؤسس اتحادیه باشگاه‌های فوتبال ایران، نماینده ای‌اف‌سی در کمیته استیناف
و عضو هیئت مؤسس اتحادیه مدیران باشگاه‌ها می‌باشد.

## شرکت پیشکسوتان استقلال ایرانیان
برای اولین بار شرکت پیشکسوتان استقلال ایرانیان را در سال ۱۳۹۷ تأسیس نمود و به عنوان مؤسس و رئیس هیئت مدیره شرکت مشغول به فعالیت می‌باشد که در این شرکت تاکنون ۱۴۳ نفر از پیشکسوتان باشگاه استقلال در این شرکت عضو شده‌اند.

## سوابق
کاظم اولیایی توانست در مقام مدیر باشگاه، در سال ۱۹۹۰ با تیم استقلال به مقام قهرمانی آسیا و در سال ۱۹۹۱ به مقام نایب قهرمانی آسیا برسد.